# Port lotniczy Enrique Adolfo Jimenez
Port lotniczy Enrique Adolfo Jiménez – jeden z panamskich portów lotniczych, zlokalizowany w mieście Colón.